# República Libre de Saugeais
La República de Saugeais (en francés La République du Saugeais) es una micronación folclórica localizada en Francia oriental, en el departamento de Doubs, cantón de Montbenoît, situado en el macizo del Jura. Esta república comprende las once comunas de Les Alliés, Arçon, Bugny, La Chaux (Doubs), Gilley, Hauterive-la-Fresse, La Longeville, Maisons-du-Bois-Lièvremont, Montflovin, Ville-du-Pont, y su capital Montbenoît.

## Historia

### Antecedentes
A mediados del siglo XII, Landry, señor de Joux, financia una abadía en el valle superior del Doubs, y entregó la tierra a Humbert, arzobispo de Besanzón, que invitó a monjes agustinianos de Sant-Maurice-d'Agaune (Valais/Wallis, Suiza) a que se asentaran allí. Los monjes vinieron con colonos de Grisones y Saboya que trajeron sus idiomas locales, los cuales seguían siendo ampliamente utilizados en el valle a principios del siglo XX. Al llegar encontraron una ermita, Benoit, y la abadía recibió su nombre.[cita requerida]
La abadía, construida por un monje llamado Norduin, fue colocada bajo la regla de St. Colomban, y permanecía bajo control de los señores de Joux. En 1508, se estableció el sistema del commende, por el cual los abades percibían un alquiler pero no vivían en la abadía. El más famoso de estos abades commendataire fue Ferry Carondelet, que había estado al servicio del Emperador Carlos V y era conocedor del Renacimiento italiano, que decoró la abadía. Ésta fue cerrada en 1723.

### Creación de la micronación
En 1947, el señor Ottaviani, prefecto del departamento de Doubs, fue a Montbenoît para asistir a un acontecimiento oficial. El prefecto tenía un almuerzo en el hotel Abadía de Montbenoît, propiedad de Georges Pourchet, y éste le preguntó: ¿Tiene usted un permiso para entrar en la República de Saugeais?  Al pedir el prefecto detalles sobre la república misteriosa, Pourchet inventó una historia sobre el terreno. El prefecto siguió la broma designando a Pourchet como presidente de la República Libre de Saugeais.

### Gobierno de Gabrielle Pourchet (1971-2005)
Pourchet murió en 1968 y su esposa Gabrielle (1906-2005) fue elegida presidente de la República en 1972. Tras su elección, la presidente Gabriela Pourchet designó un primer ministro, un secretario general, 12 embajadores y más de 300 ciudadanos honorarios. Una canción humorística, escrita en el dialecto local (patois) por Joseph Bobillier en 1910, fue adoptada como el himno nacional de la República, y el coronel Henri de St Ferjeux creó una bandera y un escudo en 1973. Jean Delpech grabó un sello postal admitido por el Servicio Postal francés que conmemora la República en 1987, y fue creado un billete de banco en 1997 coincidiendo con los 25 años de Gabrielle Pourchet en la presidencia, admitiéndose en el «territorio» de la República para compra de recuerdos en la Oficina de Turismo.
Gabrielle Pourchet falleció el 31 de agosto de 2005 a los 99 años, y fue enterrada en la Abadía de Montbenoît.

### Gobierno de Georgette Bertin-Pourchet (2006-actualidad)
El 28 de enero de 2006, un consejo formado por 30 representantes de las once aldeas que forman la República se reunió en Montbenoît, la capital, y votaron para elegir nuevo presidente, resultando elegida Georgette Bertin-Pourchet (1934), hija de George y Gabrielle.[cita requerida]
En 2007, la República cuenta con Presidente, Primer Ministro, Secretario general (M. Louis Perrey), 2 aduaneros, 12 embajadores, y más de 400 ciudadanos. Tiene un «visado» de cortesía entregado por la Sra. Presidente que permite circular libremente en todo el territorio saugeain.[cita requerida]

## Política

### Los 12 Magníficos
Los 12 Magníficos es un grupo de personas importantes de la República de Saugeais. En ellos se basan todas las decisiones importantes y tienen poder sobre cualquiera de los estamentos oficiales.[cita requerida]

## Infraestructura

### Medios de comunicación

#### Tele Saugeais
En septiembre de 1978 un equipo de voluntarios creó Tele Saugeais, una red de cine ambulante completada por la difusión de una vídeo revista de información local. En 1988, la asociación lleva a cabo una experiencia de televisión local para Doubs, realizada en directo desde la Abadía de Montbenoit: la producción des Montagnons (12-13 minutos).
Entre 1989 y 1995, Tele Saugeais ocupa durante 15 minutos cada mes la red de France 3 en Borgoña-Franco Condado difundiendo La vie des Hauts (la vida de las Cumbres). Los 50 capítulos realizados tratan de la ruralidad y dan cuenta de las actividades económicas, culturales y sociales de la región. Este conjunto de documentales recibió en 1991 el Gallo de Oro a la mejor revista en el festival de los Medios de Comunicación Locales.
Tele Saugeais desarrolla también una producción independiente difundida a través de antenas regionales y nacionales.

## Demografía
- Sociedad: predominantemente gala.
- Religión: católica.

## Cultura
- Fiesta nacional: 14 de julio.

## Deporte

### Las 24 horas de Montbenoit
Las 24 horas de Montbenoit son una competición deportiva organizada alrededor de distintas actividades: "Saugeathlon", excursión VTT, competición ciclista, biatlón para jóvenes. Se trata de una cita primaveral muy valorada en el Doubs, una ocasión para descubrir los paisajes del cantón que se prestan especialmente bien a la práctica de numerosos deportes. En 1985 fueron acompañados por la circulación de un tren especial en la línea Pontarlier-Gilley, transformada después en pista para bicicletas: el camino del tren.
Esta manifestación reúne cada año a cerca de mil deportistas y 3000 espectadores, además de implicar a 300 voluntarios en su organización.
Alternativa local del triatlón, el "Saugeathlon" requiere demostrar destreza en tres disciplinas: un descenso de 7 km en kayak por el Doubs, seguido de una carrera a pie de 9 km entre Ville-du-Pont y Lièvremont y de un circuito desnivelado en VTT de 12 km para las mujeres y de 24 km para los varones. El segundo día hay otras pruebas, excursiones peatonales y VTT.